# Wjatscheslaw Iwanowitsch Sof

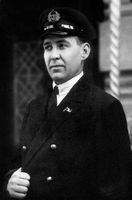
Wjatscheslaw Sof 1926

Wjatscheslaw Iwanowitsch Sof (russisch Вячеслав Иванович Зоф; * Dezember 1889 in Dubno, Gouvernement Wolhynien; † 20. Juni 1937 in Moskau) war ein sowjetischer Funktionär, Militär und von 1924 bis 1926 Oberkommandierender der sowjetischen Seekriegsflotte.

## Leben
Sof, der tschechischer Nationalität war, beteiligte sich seit 1910 an der revolutionären Bewegung und wurde 1913 Mitglied der Sozialdemokratischen Arbeiterpartei Russlands (SDAPR(B)). Während des Ersten Weltkrieges arbeitete er als Schlosser in einer Sestrorezker Waffenfabrik, wo er eine bolschewistische Untergrundorganisation leitete. Nach der Februarrevolution 1917 führte er die Bolschewiki Sestrorezks und war Abgeordneter des Petrograder Sowjets der Arbeiter und Bauern. Auf Anweisung des ZKs der SDAPR(B) organisierte er im Juli 1917 die illegale Reise W.I. Lenins unter dem Namen K.P. Iwanow von Petrograd nach Rasliw und hielt anschließend Lenins Verbindung mit dem ZK aufrecht.
1918 schloss er sich der Roten Armee an und war während des Bürgerkrieges bis 1919 Kommissar einer Brigade der 29. Schützendivision. Anschließend wurde er Versorgungschef der 3. Armee der Ostfront. Von 1919 bis 1920 war er Mitglied des Revolutionären Kriegsrates der Baltischen Flotte und des Verteidigungskomitees Petrograds. Im Februar 1920 fand Sof eine Verwendung als Kommissar der Hauptverwaltung sowie Chef der politischen Hauptverwaltung für Wasserverkehr. Ab November 1920 war Sof als Gehilfe des Oberkommandierenden der Seestreitkräfte der RSFSR für technische Fragen zuständig und wurde Mitglied im Rat für Kriegsindustrie. Von 1921 bis 1924 arbeitete er als Kommissar beim Oberkommandierenden der Seestreitkräfte der RSFSR und anschließend bis 1926 als Chef und Kommissar der Seekriegsflotte. In dieser Zeit war er Mitglied des Revolutionären Kriegsrates der UdSSR.
Ab 1927 übte Sof die Funktion des Vorsitzenden der Sowjetischen Handelsflottenleitung aus und wurde im selben Jahr Mitglied des Kollegiums des Volkskommissariats für Transportwesen der UdSSR und von 1930 bis 1931 dessen stellvertretender Vorsitzender. Er wurde nach seiner Tätigkeit als stellvertretender Vorsitzender des Volkskommissariats für Wassertransporte als Direktor der Moskauer Fabrik Kompressor eingesetzt.
Sof wurde Opfer des Großen Terrors. Am 20. Dezember 1936 wurde er verhaftet und am 19. Juni 1937 durch das Kriegskollegium des Obersten Gerichts der UdSSR der „Mitgliedschaft in antisowjetischen terroristischen Organisationen“ beschuldigt und zum Tode durch Erschießen verurteilt. Die Vollstreckung erfolgte am 20. Juni 1937. Seine Asche wurde auf dem Donskoi-Friedhof beigesetzt.
Am 22. Februar 1956 wurde Sof vom Militärtribunal des Obersten Gerichts der UdSSR vollständig rehabilitiert.

## Auszeichnungen
- Rotbannerorden